# Påfågelgrouper
Påfågelgrouper (Cephalopholis argus) är en fisk i familjen havsabborrfiskar som finns i Indiska oceanen och Stilla havet från Röda havet och Sydafrika till sydligaste Japan och norra Australien. 

## Utseende
Arten har en avlång kropp med mörkbrun till gulaktig grundfärg, täckt med många små, blå fläckar med svart kant. Även huvudet och fenorna har fläckar. På kroppens bakre del har den 5 till 6 bleka ränder, och större delen av bröstet är också blekt. Den främre delen av ryggfenan har 9 taggstrålar, medan den bakre har 15 till 17 mjukstrålar. Analfenan har 3 taggstrålar och 9 mjukstrålar. Den yttre delen av bröstfenorna kan vara färgade i rödbrunt. Längden kan nå upp till 60 cm, även om den vanligtvis inte blir mycket mer än 40 cm lång.

## Vanor
Påfågelgroupern förekommer i många olika biotoper, men är vanligast nära botten i närheten av rev på grunt vatten (ner till 10 m), även om den kan gå ner till djup på 40 m. Ungfiskarna föredrar grunda, täta buskage av koraller. Födan består främst av fisk, och i mindre utsträckning av kräftdjur.

### Fortplantning
Litet är känt om artens fortplantning, men man vet att hanen är polygam och kan ha upptill 12 honor. Han försvarar även revir, desto större ju större hanen själv är. Honorna har egna revir inom hanens. Arten har könsväxling, så att en individ byter kön från hona till hane under sin livstid.

## Betydelse för människan
Påfågelsnappern är föremål för ett betydande kommersiellt fiske, trots att bestånd vid Stilla havsöar har orsakat ciguateraförgiftning. Den är klassificerad som livskraftig ("FC") av IUCN, och beståndet betraktas som stabilt, även om IUCN ser överfiske som ett potentiellt hot. Arten är också en populär akvariefisk som fordrar stora akvarier med gott om klippstycken. Den kräver hög vattenkvalitet och är aggressiv mot andra fiskar.

## Utbredning
Utbredningsområdet omfattar Indiska oceanen och Stilla havet från Röda havet och Sydafrika österut till Franska Polynesien och Pitcairnöarna, norrut till sydligaste Japan och söderut till norra Australien (från Western Australias kust till centrala Queensland). Den har även blivit inplanterad till farvattnen kring Hawaii och kusten kring södra Florida.